# Capitán Muñoz Gamero
Capitán Muñoz Gamero – chilijski niszczyciel z przełomu XIX i XX wieku, jedna z czterech jednostek typu Capitán Orella. Okręt został zwodowany w 1896 roku w brytyjskiej stoczni Cammell Laird w Birkenhead, a w skład Armada de Chile wszedł w tym samym roku. Jednostka została wycofana ze służby w 1924 roku i następnie złomowana.

## Projekt i budowa
Niszczyciele typu Capitán Orella zostały zamówione przez rząd Chile w Wielkiej Brytanii, podobnie jak pozyskane kilka lat wcześniej większe jednostki – dwie kanonierki torpedowe typu Almirante Lynch i zamówioną w tym samym czasie kanonierkę „Almirante Simpson” . Okręty miały stalowy kadłub, wypukłą część dziobową i równomiernie rozmieszczone cztery kominy . W momencie pozyskania były najnowocześniejszymi jednostkami swojej klasy w Ameryce Łacińskiej .
„Capitán Muñoz Gamero” zbudowany został w stoczni Cammell Laird w Birkenhead. Wodowanie odbyło się w 1896 roku .

## Dane taktyczno-techniczne
Okręt był niszczycielem o długości między pionami 64,9 metra, szerokości 6,55 metra i zanurzeniu 1,79 metra . Wyporność normalna wynosiła 300 ton. Siłownię okrętu stanowiły dwie maszyny parowe potrójnego rozprężania o łącznej mocy 6250 KM, do których parę dostarczały cztery kotły Normand . Prędkość maksymalna napędzanego dwiema śrubami okrętu wynosiła 30 węzłów. Okręt zabierał zapas 90 ton węgla, co zapewniało zasięg wynoszący 3000 Mm przy prędkości 13 węzłów . 
Na uzbrojenie artyleryjskie okrętu składały się: umieszczone na dziobie pojedyncze działo kalibru 76 mm (3 cale) Armstrong L/40 i pięć pojedynczych 6-funtowych dział kal. 57 mm Hotchkiss L/40 . Broń torpedową stanowiły dwie pojedyncze pokładowe obracalne wyrzutnie kal. 450 mm (18 cali): jedna na śródokręciu i jedna w części rufowej 
Załoga okrętu składała się z 65 oficerów, podoficerów i marynarzy .

## Służba
Okręt został przyjęty w skład Armada de Chile w 1896 roku . Na próbach prędkości przeprowadzonych w 1897 roku „Capitán Muñoz Gamero” osiągnął 30,4 węzła. Jednostkę wycofano ze służby w 1924 roku i następnie złomowano .